# 鈴木裕樹
鈴木 裕樹（すずき ひろき、1983年10月3日 - ）は、日本の俳優。
ワタナベエンターテインメント所属。同事務所の男性俳優集団D-BOYSのメンバーである。

## 略歴
岩手県北上市出身。大学では小学校教員を目指し、児童教育を学んでいた。大学1年生のときに高校時代の友人とお笑いコンビ「ロードナイン」を結成して仙台市で活動するも、半年ほどで解散。
その後に役者を志し、2004年に大学を休学し上京。同年7月にD-BOYSオーディションに合格し、12月に舞台『ミュージカル・テニスの王子様』の大石秀一郎役でデビュー、同時にD-BOYSのメンバーとなる。
2007年、スーパー戦隊シリーズ『獣拳戦隊ゲキレンジャー』の主役・漢堂ジャン / ゲキレッドを演じ、テレビドラマ初主演。
2008年8月21日、D-BOYSを代表して岩手・宮城内陸地震への義援金を、地元の岩手県庁に贈呈。
2011年、『海賊戦隊ゴーカイジャー』第7話にて、3年振りに漢堂ジャン役でゲスト出演。
2020年12月16日、前日の12月15日に一般女性と結婚したことを所属事務所が発表。

## 人物
趣味はサッカーとイラスト、特技は1分間に100回腕立て伏せができること。サッカーは小学3年生から始め、中学、高校を通してサッカー部に所属。ポジションはGK。小学生時代ドッジボールが上手だったことから任された。漢字検定2級を取得している。
仲の良いD-BOYSのメンバーは荒木宏文（現・新木宏典）、和田正人。元メンバーの加治将樹、足立理とも仲が良い。特に荒木とは『獣拳戦隊ゲキレンジャー』で敵味方に分かれながら共演しており、鈴木は普段の仲が良いからこそ遠慮なく演じることができたと述べている。また、同作品で一番印象に残っているものとして、第45話での荒木との格闘シーンを挙げている。
お笑いコンビとしての活動は友人からの誘いによるものであったため、自身に芸人を続けようという強い覚悟がなかったことが解散の理由だったという。しかし、このことをきっかけに自身が本当にやりたいことを考えるようになり、役者を志すようになった。
『ゲキレンジャー』のオーディションでは、漢堂ジャンの特殊なキャラクターに他の候補者は戸惑っていたが、鈴木はフィーリングを理解することが出来て、採用に至ったことを語っている。放送後は、共演の伊藤かずえやファンの保護者などからジャンと子供を重ね合わせる意見を聞くようになり、自身の役作りが成功していると確信したという。
『ゲキレンジャー』はカンフーをモチーフとしていたため、自ら変身前のアクションを増やすことを要望し、他の共演者とともにアクションを常に練習していたという。撮影においても、ゲキレッド役スーツアクターの福沢博文から教えられた殺陣を次のシーンで取り入れるなど、現場でアクションを組み立てることに精力的だった。

## 出演

### テレビドラマ
- ザ・ヒットパレード〜芸能界を変えた男・渡辺晋物語〜 後編（2006年5月27日、フジテレビ） - ザ・タイガース 役（誰?）
- レガッタ〜君といた永遠〜 第3話（2006年7月28日、ABC・テレビ朝日系） - 佐野良介 役
- クピドの悪戯 虹玉 第1話 - 第5話・第7話・第8話・最終話（2006年10月14日 - 11月11日・25日・12月2日・23日、テレビ東京） - 黒木笙 役
- スーパー戦隊シリーズ
  - 獣拳戦隊ゲキレンジャー（2007年2月18日 - 2008年2月10日、テレビ朝日） - 主演・漢堂ジャン / ゲキレッド 役
  - 海賊戦隊ゴーカイジャー 第7話（2011年4月3日、テレビ朝日） - 漢堂ジャン 役
- あんどーなつ 第4話（2008年7月28日、TBS） - 森田優人 役
- チーム・バチスタの栄光（2008年10月14日 - 12月23日、関西テレビ・フジテレビ系） - 酒井利樹 役
  - チーム・バチスタの栄光SPECIAL〜新たな迷宮への招待〜（2009年9月23日）
- 銭ゲバ（2009年1月17日 - 3月14日、日本テレビ） - 菅田純 役
- 水曜劇場・橋田壽賀子ドラマ となりの芝生 第1話・第3話（2009年7月1日・15日、TBS） - 要の同僚 役
- 華麗なるスパイ 第4話（2009年8月8日、日本テレビ） - 達夫 役
- イケ麺新そば屋探偵〜いいんだぜ!〜 第8話（2009年8月23日、日本テレビ） - イケ麺うどん屋店員・水沢 役
- その男、副署長 シーズン3（2009年10月15日 - 12月17日、テレビ朝日） - 宮下岳 役
- 連続テレビ小説 ゲゲゲの女房 第32話 - 第86話・第155話（2010年5月4日 - 7月6日・9月24日、NHK） - 小林太一 役
- 専業主婦探偵〜私はシャドウ 第4話（2011年11月11日、TBS） - 横沢伸一 役
- QP 第7話 - 第11話（2011年11月17日 - 12月22日、日本テレビ） - 河野刑事 役
- 鈴子の恋 ミヤコ蝶々女の一代記 第18話 - 最終話（2012年1月30日 - 3月30日、東海テレビ・フジテレビ系） - 坂巻良太（成年期） 役
- D×TOWN 第二弾「太陽は待ってくれない」（2012年5月5日 - 26日、テレビ東京） - 主演・江口光 役
- ハンチョウ〜警視庁安積班〜 第8話（2012年5月28日、TBS） - 門脇修二 役
- 警視庁・捜査一課長シリーズ（テレビ朝日） - 天笠一馬 役
  - 土曜ワイド劇場 警視庁捜査一課長〜ヒラから成り上がった最強の刑事!（2012年7月14日）
  - 土曜ワイド劇場 警視庁捜査一課長〜ヒラから成り上がった最強の刑事!（2013年8月3日）
  - 土曜ワイド劇場 警視庁捜査一課長〜ヒラから成り上がった最強の刑事!（2014年7月26日）
  - 土曜ワイド劇場 警視庁捜査一課長〜ヒラから成り上がった最強の刑事!（2015年5月23日）
  - 土曜ワイド劇場 警視庁捜査一課長〜ヒラから成り上がった最強の刑事!（2015年10月17日）
  - 警視庁・捜査一課長（2016年4月18日 - 6月23日）
  - 警視庁・捜査一課長 season2（2017年4月13日 - 6月22日）
  - 警視庁・捜査一課長 season3（2018年4月12日 - 6月14日）
  - 警視庁・捜査一課長 スペシャル（2018年7月15日）
  - 警視庁・捜査一課長 スペシャル（2019年1月6日）
  - 警視庁・捜査一課長 スペシャル（2019年4月21日）
  - 警視庁・捜査一課長 新作スペシャルⅠ（2019年7月7日）
  - 警視庁・捜査一課長 新作スペシャルⅡ（2019年7月14日）
  - 警視庁・捜査一課長 スペシャル（2019年10月13日）
  - 警視庁・捜査一課長 スペシャル（2019年12月15日）
  - 警視庁・捜査一課長 正月スペシャル（2020年1月3日）
  - 警視庁・捜査一課長 2020（2020年4月9日 - 9月3日）
  - 警視庁・捜査一課長 season5（2021年4月8日 - 6月17日）[10]
  - 警視庁・捜査一課長 season6（2022年4月14日 - 6月16日）
  - 警視庁・捜査一課長スペシャル（2024年4月18日）[11]
- 水曜ミステリー9 鑑識特捜班・九条礼子2〜骨を知る女〜（2012年10月3日、テレビ東京） - 猿又浩介 役
- 夜行観覧車 第1話・第3話・第5話（2013年1月18日・2月1日・15日、TBS） - 呉羽翔太 役
- ガラスの家 第2話 - 最終話（2013年9月10日 - 10月29日、NHK総合） - 森田文彦 役
- 鉄神ガンライザーNEO（2014年7月13日 - 10月19日、テレビ岩手） - 主演・日高見アラタ / ガンライザー 役
  - 鉄神ガンライザーNEO2（2015年8月9日 - 11月15日）
  - 鉄神ガンライザーヒーローズ（2016年7月10日 - 10月23日）
  - 鉄神ガンライザーNEOサーガ（2019年10月20日 - 2020年1月19日）
- 土曜ワイド劇場 内田康夫サスペンス・福原警部（2014年9月20日、テレビ朝日） - 久保田圭介 役
- 素敵な選TAXI 最終話（2014年12月16日、関西テレビ・フジテレビ系） - 普通の刑事 役[注 1]
- 相棒 season13 最終話「ダークナイト」（2015年3月18日、テレビ朝日） - 梶祐一郎 役
- 京都人情捜査ファイル 第5話（2015年5月28日、テレビ朝日） - 真壁剛 役
- 科捜研の女 第15シリーズ 第10話（2016年1月28日、テレビ朝日） - 後藤佑馬 役
- 家売るオンナ（2016年7月13日 - 9月14日、日本テレビ） - 八戸大輔 役
  - 帰ってきた家売るオンナ（2017年5月26日）
  - 家売るオンナの逆襲（2019年1月9日 - 3月13日）
- 月曜名作劇場 はぐれ署長の殺人急行 九十九里浜迷宮ダイヤ（2016年12月5日、TBS） - 岩井信人 役
- 嫌われる勇気 第8話（2017年3月2日、フジテレビ）武藤奏多 役
- ウルトラマンジード 第14話・第15話（2017年10月7日・14日、テレビ東京） - 影山来人 / シャドー星人クルト 役
- 女子的生活 第3話（2018年1月19日、NHK総合） - 小川敏生 役
- アンナチュラル 第6話（2018年2月16日、TBS） - 立花圭吾 役
- マジで航海してます。〜Second Season〜 第3話（2018年8月13日 、MBS / 8月15日、TBS）安全靴メーカー ･ 安斉 役
- 月曜名作劇場 西村京太郎サスペンス 十津川警部シリーズ6 日光・恋と裏切りの鬼怒川（2018年9月10日、TBS） - 佐原琢郎 役
- 天 天和通りの快男児 第1話 - 第4話（2018年10月4日 - 25日、テレビ東京） - 結城準三 役
- 大恋愛〜僕を忘れる君と 第3話・第4話（2018年10月26日・11月2日、TBS） - 医師 役
- ザ・ハイスクール ヒーローズ 第7話（2021年9月11日、テレビ朝日） - 後藤勤 役
- つまり好きって言いたいんだけど、 第4話（2021年10月28日（27日深夜）、テレビ東京） - 上島 役
- 再雇用警察官5（2023年3月13日、テレビ東京） - 福沢信也 役

### 映画
- テニスの王子様（2006年、松竹） - 大石秀一郎 役
- 純プライド（2006年、トルネード・フィルム） - 千葉武史 役
- スーパー戦隊シリーズ
  - 電影版 獣拳戦隊ゲキレンジャー ネイネイ!ホウホウ!香港大決戦（2007年、東映） - 主演・漢堂ジャン / ゲキレッド 役[12]
  - 劇場版 炎神戦隊ゴーオンジャーVSゲキレンジャー（2009年、東映） - 漢堂ジャン / ゲキレッド 役[13]
- シャカリキ!（2008年、ショウゲート） - 由多比呂彦 役
- 大河ロマンシリーズ三部作 大奥 百花繚乱（2008年、エスピーオー） - 主演・徳川家光 役
- 呪怨 白い老女（2009年、ティ・ジョイ / 東映ビデオ） - 萩本文哉 役
- 恋の正しい方法は本にも設計図にも載っていない（2010年、ソニー・ミュージックエンタテインメント） - 米谷禰龍（ネル） 役
- もし高校野球の女子マネージャーがドラッカーの『マネジメント』を読んだら（2011年、東宝） - 二階正義 役
- 百年の時計（2012年、太秦 / ブルー・カウボーイズ） - 溝渕健治 役
- ひまわり〜沖縄は忘れない あの日の空を〜（2013年、ゴーゴービジュアル企画） - 松田剛 役
- 体脂肪計タニタの社員食堂（2013年、角川映画） - 桜井幸一 役
- 俺たちの明日（2014年4月5日、ティ・ジョイ） - 海道亮介 役
- ビタースウィート〜オトナの交差点〜（2014年）
- 巣鴨救急2030（2017年）
- ハピネス（2017年初頭公開予定）
- チャットレディのキセキ（2018年、パル企画）
- 無頼（2020年、チッチオフィルム）
- 漆黒天 -終の語り-（2022年、東映ビデオ）[14]

### オリジナルビデオ
- サイレント（2006年） - 須藤悠 役
- 心霊写真奇譚「思い出のポラロイド」（2006年） - 小島 役
- スーパー戦隊シリーズ
  - 獣拳戦隊ゲキレンジャー スペシャルDVD ギュンギュン!拳聖大運動会（2007年） - 主演・漢堂ジャン / ゲキレッド 役
  - 獣拳戦隊ゲキレンジャーVSボウケンジャー（2008年） - 主演・漢堂ジャン / ゲキレッド 役
  - 宇宙戦隊キュウレンジャーVSスペース・スクワッド（2018年） - 漢堂ジャン 役（回想）

### 舞台
- ミュージカル・テニスの王子様（2004年 - 2006年） - 大石秀一郎 役
  - in winter 2004-2005 side 山吹 feat. 聖ルドルフ学院
  - コンサート Dream Live 2nd
  - The Imperial Match 氷帝学園
  - The Imperial Match 氷帝学園 in winter 2005-2006
  - コンサート Dream Live 3rd
- limit〜あなたの物語は何ですか?〜（2006年） - 長谷山隆 役
- ソフィストリー〜詭弁〜（2006年） - イゴー・コニグスバーグ 役
- OUT OF ORDER 〜偉人伝心〜（2007年） - 塩谷優一 役
- D-BOYS STAGE
  - vol.1「完売御礼」（2007年） - 長塚三郎 / 坂本竜馬 役
  - vol.2「ラストゲーム〜最後の早慶戦〜」（2008年） - 笠井和也 役
  - vol.3「鴉〜KARASU〜04」（2009年） - 主演・細谷十太夫直英 役
  - 2010 trial-2「ラストゲーム」（2010年8月 - 9月） - 笠井和也 役[15]
  - 2010 trial-3「アメリカ」（2010年9月 - 11月） - 池田 役
  - 2011 春公演「ヴェニスの商人」（2011年4月 - 5月） - ロレンゾー 役
  - Dステ11th「クールの誕生」（2012年） - 宮武敦史 役
  - Dステ14th「十二夜」（2013年10月） - サー・アンドルー・エイギュチーク 役
- LOVE LETTERS（2012年） - 大塚翔太 役
- うかうか三十、ちょろちょろ四十（2013年5月 - 6月） - 権ず 役
- 夕陽伝（2015年10月 - 11月）
- 引退屋リリー（2016年2月 - 3月）
- 関数ドミノ（2017年10月 - 11月） - 新田直樹 役[16]
- おたまじゃくし（2018年2月）
- シラノ（2018年8月）
- LOOSER〜失い続けてしまうアルバム〜（2019年6月6日 - 9日、品川プリンスホテル ステラボール / 6月16日、森ノ宮ピロティホール） - 土方歳三 役[17]
- 朗読劇 ドラゴン桜（2019年7月13日、有楽町朝日ホール） - 栗山祥太 役[18]
- クリシェ（2020年1月 - 2月）
- 舞台『刀剣乱舞』天伝 蒼空の兵 -大阪冬の陣- （2021年1月 - 3月、IHIステージアラウンド東京） - 真田信繁 役[19]
- 朗読活劇 信長を殺した男 2021（2021年11月）[20]
- 舞台版 『マーダー☆ミステリー 〜探偵・斑目瑞男の事件簿〜』（2021年12月3日、浅草花劇場） - 亀井慎一 役[21]
- うるさくて、うるさくて、耳を塞いでもやはりうるさくて（再演）（2022年1月）[22]
- 薔薇と海賊（2022年3月）[23]
- 漆黒天 -始の語り-（2022年8月）[14]
- OFFICE SHIKA MUSICAL「私は怪獣 -ネオンキッズ Live beat-」（2022年12月）[24]
- 舞台『吸血鬼すぐ死ぬ』（2023年6月） - ロナルド 役
- ロンドンコメディ Run For Your Wife（2023年7月15日） - 新聞記者 役（日替わりゲスト）[25]
- 舞台「歌舞伎町シャーロック」（2024年5月） - ジョン・H・ワトソン 役[26]
- MANKAI STAGE『A3!』ACT3! 2025（前期:2025年3月22日 - 4月13日、後期:4月18日 - 5月10日） - 日向紘 役[27]
- 舞台『死神遣いの事件帖 終』（2025年8月7日 - 9月15日）[28]
- ティーファクトリー『ロンリー・アイランド』（2025年10月10日 - 19日〈予定〉）[29]

### バラエティ
- DD-BOYS（2006年4月18日 - 9月26日、テレビ朝日）
- カタリダス〜MAKE IT GREAT〜（2010年10月21日 - 11月18日、TBS）
- あなたもアーティスト「水彩絵の具で描く 増山修のアニメ流風景スケッチ術」（2011年12月 - 2012年1月、NHK Eテレ） - 生徒として出演
- ズキ☆アラ Don't Trust Over30（2013年4月7日 - 7月28日、BSフジ）
- ズキ☆アラ 2ndシーズン 〜Don't think, Just feel〜（2013年8月4日 - 9月29日、BSフジ）
- 新木宏典の街メシ～料理に込められた思い～[30](2025年7月23日 - 、BS11) - ナレーション

### 配信ドラマ
- 恋の正しい方法は本にも設計図にも載っていない（2010年8月8日 - 10月8日、DOR@MO） - 米沢禰龍（ネル） 役
- デートとは何か（2014年3月10日、ネスレシアター on YouTube）
- THE BAD LOSERS（2021年2月14日 - 、YouTube）[31]

### ラジオ
- D-RADIO BOYS SUPER feat.鈴木裕樹 荒木宏文（2011年10月 - 12月、bay-fm）

### CM
- バンダイ「キャラデコクリスマス」（2007年）
- ゲロルシュタイナー（2008年）
- すき家「きんぴらこんにゃく牛丼」編（2012年）

## 作品

### 映像ソフト
- 鈴木裕樹ファーストDVD（2007年4月、ポニーキャニオン）
- D-BOYS BOY FRIEND series vol.3「鈴木裕樹 PEACEMAKER」（2009年9月、ジェネオン・ユニバーサル・エンターテイメントジャパン）

### 写真集
- プリンスシリーズ D-BOYSコレクション 鈴木裕樹（2007年4月、学習研究社） ISBN 978-4-05-403383-2
- 君が笑ってくれるなら…（2008年5月、学習研究社） ISBN 978-4-05-403777-9
- 360°（2009年8月、学習研究社） ISBN 978-4-05-404270-4